# Canal Vasco
O Canal Vasco é um dos canais da Euskal Irrati Telebista (EITB) que emite para o continente americano. Este canal tem como objectivo aproximar a televisão e cultura bascas à ampla comunidade vasca que aí reside, assim como ao resto de cidadãos destas zonas. À semelhança da ETB Sat, este canal pode ver-se em todo o mundo através da internet.
A sua programação baseia-se principalmente em conteúdos de produção própria dos canais da EITB, mas à diferença da ETB Sat, emite maioritariamente conteúdos em castelhano, sendo as transmissões em basco legendadas.